# Andrea Elsnerová
Andrea Elsnerová (ur. 5 lutego 1977 w Zábřehu) – czeska aktorka.
Pracuje w teatrze i przed kamerą.
W 1996 roku ukończyła praskie konserwatorium. Dołączyła do zespołu Teatru Miejskiego Mladej Boleslavi. Od 1999 roku jest związana z teatrem na Vinohradach.
Za rolę Barbory w filmie Řád z 1994 r. (reż. Petr Hvižď) była nominowana do Czeskiego Lwa. Pojawia się również w serialach telewizyjnych.
Jest siostrą aktorki Evy Elsnerovej.